# 1,2-Propandiol
1,2-Propandiol (1,2-Propylenglycol), auch bekannt als Propylenglykol, ist eine klare, farblose, nahezu geruchlose und stark hygroskopische Flüssigkeit. 1,2-Propandiol gehört zu den mehrwertigen Alkanolen.

## Isomere
Es handelt sich um eine an C2 chirale Verbindung, es gibt also ein (R)-Enantiomer und ein (S)-Enantiomer. Wenn nicht ausdrücklich anders angegeben, beziehen sich in diesem Artikel alle Angaben auf das 1:1-Gemisch (Racemat) des (R)-Enantiomers und des (S)-Enantiomers.
| Isomere von 1,2-Propandiol |                        |                        |
| Name                       | (R)-(−)-1,2-Propandiol | (S)-(+)-1,2-Propandiol |
| Strukturformel             |                        |                        |
| CAS-Nummer                 | 4254-14-2              | 4254-15-3              |
| CAS-Nummer                 | 57-55-6 (Racemat)      |                        |
| EG-Nummer                  | 610-038-5              | 610-039-0              |
| EG-Nummer                  | 200-338-0 (Racemat)    |                        |
| ECHA-Infocard              | 100.109.749            | 100.110.596            |
| ECHA-Infocard              | 100.000.307 (Racemat)  |                        |
| PubChem                    | 259994                 | 439846                 |
| PubChem                    | 1030 (Racemat)         |                        |
| Wikidata                   | Q27093218              | Q27095160              |
| Wikidata                   | Q161495 (Racemat)      |                        |

## Gewinnung und Darstellung
Industriell wird 1,2-Propandiol durch Hydratisierung von Propylenoxid hergestellt. Abhängig vom Hersteller wird dafür entweder ein Hochtemperaturverfahren ohne Katalyse bei 200–220 °C oder ein katalytisches Verfahren bei 150–180 °C in Gegenwart eines Ionenaustauscherharzes oder kleiner Mengen Schwefelsäure oder Alkalien genutzt. Die Endprodukte dieser Verfahren enthalten 20 % 1,2-Propandiol (das durch Rektifikation gereinigt wird), 1,5 % Dipropylenglycol und kleinere Mengen anderer Polypropylenglycole.
2007 betrug die weltweite Produktionskapazität 1.400.000 Tonnen.
Enantiomerenreines (S)-(+)-1,2-Propandiol ist durch Abbaureaktion von D-Mannitol zugänglich.
Aus Glycerin kann durch Hydrogenolyse 1,2-Propandiol hergestellt werden. Dabei wird in Gegenwart von speziellen Metallkatalysatoren (vorwiegend auf Kupferbasis) Wasser abgespalten und Wasserstoff addiert. Da Glycerin unter anderem bei der Biodieselherstellung anfällt, kann über diesen Weg 1,2-Propandiol aus nachwachsenden Rohstoffen hergestellt werden.

## Eigenschaften
Propylenglycol ist mit Wasser und polaren organischen Lösemitteln mischbar. Bei hohen Temperaturen oberhalb 150 °C ist es oxidationsempfindlich.
Es bildet mit Toluol und Xylol Azeotrope, nicht hingegen mit Wasser.
Aufgrund seiner hygroskopischen Eigenschaften wirken Aerosole von Propylenglykol in der Luft als Kondensationskeime für Nebeltröpfchen aus der umgebenden Luftfeuchtigkeit.

## Sicherheitstechnische Kenngrößen
1,2-Propandiol hat einen Flammpunkt bei 101 °C. Die Verbindung bildet daher erst oberhalb dieser Temperatur entzündliche Dampf-Luft-Gemische. Der Explosionsbereich liegt zwischen 2,6 Vol.‑% (80 g/m3) als untere Explosionsgrenze (UEG) und 12,6 Vol.‑% (400 g/m3) als obere Explosionsgrenze (OEG). Die Zündtemperatur beträgt 420 °C. Der Stoff fällt somit in die Temperaturklasse T2.

## Gesundheitsrisiken
Es sind nach jahrzehntelanger Verwendung keine gravierenden Gesundheitsgefahren bekannt geworden. Seit 1942 ist 1,2-Propandiol in den USA ein zugelassener Bestandteil für Arzneimittel und ist durch die Food and Drug Administration (FDA) als grundsätzlich unbedenklich (generally recognized as safe) zugelassen für Lebensmittel- und Kosmetikanwendungen. Die akute und chronische bzw. subchronische Toxizität können als äußerst gering angesehen werden. Die tödliche orale Dosis für einen Erwachsenen wird mit 0,5 bis 5 g pro kg Körpergewicht angenommen. Das Joint FAO/WHO Expert Committee on Food Additives gibt eine Erlaubte Tagesdosis von 25 mg pro kg Körpergewicht an.
Hinweise für carcinogene, mutagene oder reproduktionstoxische Eigenschaften konnten nicht gefunden werden. 1,2-Propandiol besitzt keine hautreizenden und lediglich sehr geringe augenreizende Eigenschaften.
Nach einer häufig angeführten Studie wurden bei der Inhalation von Nebeln aus 1,2-Propandiol vereinzelt Reizungen von Augen und Rachen beobachtet. Bei der ECHA wurde seit März 2016 geprüft, ob diese Effekte für eine Kennzeichnung gemäß CLP-Verordnung für STOT SE 3, H335 ausreichen. Im Dezember 2016 entschied der Ausschuss für Risikobewertung (RAC) der ECHA, dass diese Effekte nicht für eine Einstufung ausreichen.
Ein vereinzeltes Auftreten allergischer Reaktionen gilt als gesichert. Der Auslösemechanismus wurde jedoch nicht geklärt. Dabei kommen als mögliche Auslöser die beiden Enantiomere oder mögliche Verunreinigungen (Propylenoxid, 1,3-Propandiol) in Frage.

## Verwendung
1,2-Propandiol wird wegen seiner lösenden und emulgierenden Eigenschaften unter anderem als Trägerstoff und Trägerlösungsmittel für Farbstoffe, Aromen, Antioxidationsmittel, Emulgatoren und Enzyme verwendet.
Neben Wasser und Glycerin (1,2,3 Propantriol) sorgt Propandiol als Bestandteil von Nebelfluiden für den gewünschten dichten Nebel.

### Lebensmittelzusatzstoff
1,2-Propandiol ist in der EU als Lebensmittelzusatzstoff für Kaugummis und Nahrungsergänzungsmittel in Form von Kapseln oder Tabletten zugelassen und trägt die Bezeichnung E 1520.
Bei der Zubereitung von Lebensmittelaromen wird Propandiol als Trägerstoff verwendet.

### Kosmetik & Hygiene
1,2-Propandiol ist in Kosmetikprodukten wie Hautcremes, Gleitgelen, Zahnpasta, Mundwässern und Deos als Feuchthaltemittel enthalten. Der Stoff kommt als Co-Tensid in Mehrkomponentensystemen zur Anwendung und fördert die Bildung von Wasser-in-Öl-Emulsionen. Darüber hinaus kann es häufig zu einer deutlichen Resorptionsverbesserung verschiedener Wirkstoffe beitragen. Die antimikrobielle Wirksamkeit macht einen Einsatz weiterer Konservierungsmittel häufig überflüssig.

### Wärmeträger
1,2-Propandiol ist wie Ethylenglycol als Frostschutz-Zusatz zum Wärmeträgermedium Wasser unter anderem in der Solarthermie geeignet.
Die Wärmekapazität der Kühlflüssigkeit beträgt je nach Wasseranteil 2,5 kJ·kg−1·K−1 bis 4,2 kJ·kg−1·K−1 für reines Wasser. Ein 50/50-Gemisch gefriert bei −35 °C, siedet bei einem Druck von einer Atmosphäre bei 104 °C und hat eine Wärmekapazität von 3,5 kJ·kg−1·K−1. Höhere Drücke erlauben höhere Arbeitstemperaturen, ohne dass das Wärmemedium siedet, stellen jedoch höhere Anforderungen an das Material.
Wegen der Ungiftigkeit des Propandiols wird es in Kühlanlagen der Lebensmittelverarbeitung ausschließlich eingesetzt.

### Tabak und elektrische Zigaretten
1,2-Propandiol ist in fast allen Tabakprodukten als Zusatzstoff enthalten, da es zusammen mit Glycerin als Feuchthaltemittel sowohl dem Zigarettentabak als auch dem Wasserpfeifentabak zugesetzt wird. In Rauch von Wasserpfeifen werden hohe Mengen an unverbranntem Feuchthaltemitteln (Glycerin und 1,2-Propandiol) gefunden. Das Bundesinstitut für Risikobewertung (BfR) warnt vor möglichen Gesundheitsgefahren, welche sich durch die Aufnahme dieser Stoffe mit dem Tabakrauch bei Wasserpfeifen ergeben könnten und empfiehlt daher, die maximale Menge an Feuchthaltemitteln wie bisher auf 5 % zu begrenzen.  Propandiol findet sich als Hauptbestandteil (bis zu 75 %, Stand 2013) in Liquiden (in dessen Kontext es auch als „PG“ bezeichnet wird) von elektrischen Zigaretten. Daneben wird Propandiol in wässriger Lösung in den Befeuchtungssystemen von Humidoren verwendet (relative Luftfeuchte über 70 %).

### Propandiol-Einsatz in der Milchviehfütterung
Seit einiger Zeit wird 1,2-Propandiol auch als Futterzusatz für Milchkühe verwendet. Durch die geforderte immer weiter steigende Milchleistung der Kühe, die mittlerweile bei Hochleistungsmilchkühen um etwa 50 Liter/Tag liegt, kommt es immer häufiger zu einem Nachlassen der Milchleistung nach dem Kalben. Insbesondere in der sogenannten Transitphase, den beiden Wochen vor dem Kalben, und in der ersten Laktationsphase hat sich im Rahmen geeigneter Fütterungsstrategien und Futterrationen die zusätzliche Verabreichung von 1,2-Propandiol zur Vorbeugung gegen Ketose sowie zur Leistungsstabilisierung bewährt.
Alternativ darf auch 1,2,3-Propantriol (Glycerin) verfüttert werden. Soweit die qualitativen Vorschriften für Futtermittel eingehalten werden, können dabei auch undestillierte Rohproduktqualität aus der Fettsäure-Herstellung verwendet werden.

### Einsatz in der Medizin
In der Veterinärmedizin wird Propandiol (meist in 50%iger Verdünnung) bei übermäßigen Verhornungen der Haut eingesetzt. Zudem wird es als Trägerstoff für Arzneistoffe (z. B. Ivermectin, Minoxidil) eingesetzt.